# 庫濟米夫卡 (羅夫諾州)
51°6′32″N 26°27′52″E / 51.10889°N 26.46444°E
庫濟米夫卡（烏克蘭語：Кузьмівка）是烏克蘭的村落，位於該國西北部羅夫諾州，由薩爾內區負責管轄，始建於1613年，面積1.75平方公里，海拔高度167米，2001年人口659，人口密度每平方公里367.6人。